# Capela do Calvário (Portalegre)
A Capela do Calvário localiza-se na cidade e no Município de Portalegre, no Distrito de Portalegre, em Portugal. É de estilo maneirista e possui uma planta centralizada em cruz grega e cobertura cilíndrica.